# Sidabui
Sidabui is een bestuurslaag in het regentschap Alor van de provincie Oost-Nusa Tenggara, Indonesië. Sidabui telt 564 inwoners (volkstelling 2010).